# King Kong evadează
King Kong evadează (キングコングの逆襲 Kingu Kongu no Gyakushū?) este un film kaijū științifico-fantastic japonezo-american din 1967, regizat de Ishirō Honda. Scenariul filmului, scris de Kaoru Mabuchi (pseudonimul lui Takeshi Kimura), este inspirat din serialul anime de televiziune King Kong (produs de Rankin/Bass Productions) și de personajul King Kong din filmul original american King Kong (1933).
Filmul prezintă confruntarea gorilei gigantice King Kong cu o dublură robotică denumită Mechani-Kong, care este controlată de un savant malefic, sponsorizat de o țară aflată în spatele Cortinei de Fier. Rolurile principale au fost interpretate de actorii Rhodes Reason, Linda Jo Miller, Akira Takarada, Mie Hama și Eisei Amamoto, plus doi actori costumați: Haruo Nakajima (care l-a interpretat pe King Kong) și Yū Sekida (care l-a interpretat atât pe robotul Mechani-Kong, cât și pe dinozaurul devenit cunoscut ulterior ca Gorosaurus).
King Kong evadează a fost realizat în coproducție de compania japoneză Toho și de compania americană Rankin/Bass Productions și a avut efecte speciale concepute de Eiji Tsuburaya. El este al doilea și ultimul film cu King Kong al companiei Toho; primul film, King Kong vs. Godzilla, a fost lansat în anul 1962 și a avut parte de un mare succes comercial.
Versiunea japoneză a filmului are o durată de 104 minute și a fost lansată la 22 iulie 1967, în timp ce versiunea americană are o durată de 96 de minute și a fost lansată la 19 iunie 1968. Vocile actorilor străini sunt dublate în ambele versiuni.

## Rezumat
Geniul malefic dr. Who creează o versiune robotică a gorilei gigantice King Kong pentru a săpa un tunel la Polul Nord în căutarea misteriosului element X, o substanță extrem de radioactivă care-i oferă deținătorului capacitatea de dominare nucleară asupra întregului univers. Cercetările dr. Who sunt finanțate de guvernul unei țări nenumite, al cărui reprezentantă, Madame X, îl mustră frecvent pe savant pentru lipsa de rezultate. Mechani-Kong nu reușește să facă față nivelului crescut de radiații, așa că dr. Who decide să-l răpească pe adevăratul Kong pentru a finaliza această sarcină.
În acest timp, submarinul Explorer al Organizației Națiunilor Unite, care navighează prin Marea Java sub comanda lui Carl Nelson, este nevoit să acosteze pentru repararea unei defecțiuni în apropierea insulei Mondo, unde trăiește legendarul King Kong, iar comandantul, lt. comandant Jiro Nomura și lt. Susan Watson debarcă pe insulă. Un localnic bătrân îi avertizează să plece, strigând speriat numele „Kong”, dar cei trei exploratori îi ignoră strigătele și pătrund în pădurea deasă din interiorul insulei. Exploratorii sunt amenințați acolo de mai multe animale preistorice gigantice, iar Kong intervine în apărarea frumoasei Susan Watson și ucide un dinozaur Gorosaurus și un șarpe de mare gigantic care au încercat să o atace. Odată întorși în Statele Unite ale Americii, cei trei oameni de știință anunță descoperirea și afirmă că intenționează să se întoarcă pe insulă cât mai curând posibil pentru a studia cauzele care au determinat supraviețuirea acestor ființe preistorice.
Aflând aceste întâmplări, doctorul Who ajunge curând pe insula Mondo, îl capturează pe Kong și îl aduce la baza sa de la Polul Nord. Gorila gigantică este hipnotizată acolo printr-un dispozitiv luminos și i se comandă prin intermediul undelor radio să sape în peșteră în căutarea elementului X. Controlarea lui Kong eșuează, deoarece radiațiile elementului X îi întrerup transa hipnotică, iar dr. Who îi răpește pe Nelson, Nomura și Watson pentru a-l ajuta în activitatea sa. Susan Watson refuză să-l ajute pe dr. Who și urmează să fie torturată.
King Kong reușește totuși să evadeze și pornește înot prin apa înghețată către sud, urmărit de nava doctorului Who, care îl reactivează pe Mechani-Kong pentru a captura gorila gigantică. Lupta celor doi monștri giganți urmează să aibă loc pe teritoriul Japoniei, așa că Madame X îi eliberează pe cei trei reprezentanți ai Națiunilor Unite pentru a salva orașul Tokio de la distrugere. Are loc o luptă intensă în centrul capitalei nipone, iar Mechani-Kong o înșfacă pe Susan și, urmărit de adevăratul Kong, se cațără pe Turnul de televiziune din Tokio. În cele din urmă, King Kong câștigă lupta, îl anihilează pe Mechani-Kong și o eliberează pe Susan, apoi distruge nava dr. Who și își continuă drumul înot către insula Mondo.

## Distribuție
- Rhodes Reason — comandantul Carl Nelson[4] (dublat în japoneză de Kei Taguchi)
- Akira Takarada — lt. comandant Jiro Nomura[4]
- Linda Jo Miller — lt. Susan Watson (dublată în japoneză de Akiko Santou; dublată în engleză de Julie Bennett)[4][11]
- Hideyo Amamoto — dr. Who[12][13][14] (dublat în engleză de Paul Frees)[4]
- Mie Hama — Madame X [Piranha][4]
- Yoshifumi Tajima — Chief, asistentul dr. Who[4]
- Sachio Sakai — asistentul dr. Who[4]
- Ikio Sawamura — bătrânul locuitor de pe Insula Mondo[4]
- Susumu Kurobe — angajat al dr. Who[4]
- Kazuo Suzuki — angajat al dr. Who[4]
- Nadao Kirino — angajat al dr. Who[4]
- Naoya Kusakawa — angajat al dr. Who[4]
- Ryūji Kita — general al Forțelor de Apărare[4]
- Tadashi Okabe — militar al Forțelor de Apărare[4]
- Andrew Hughes — reporter de la sediul ONU[4]
- Kathy Horan — reporteriță de la sediul ONU[4]
- Osman Yuseph — marinar de pe submarin[4]
- Haruo Nakajima — King Kong[4]
- Hiroshi Sekida — Mechani-Kong și Gorosaurus[4]

## Producție

### Proiecte anterioare

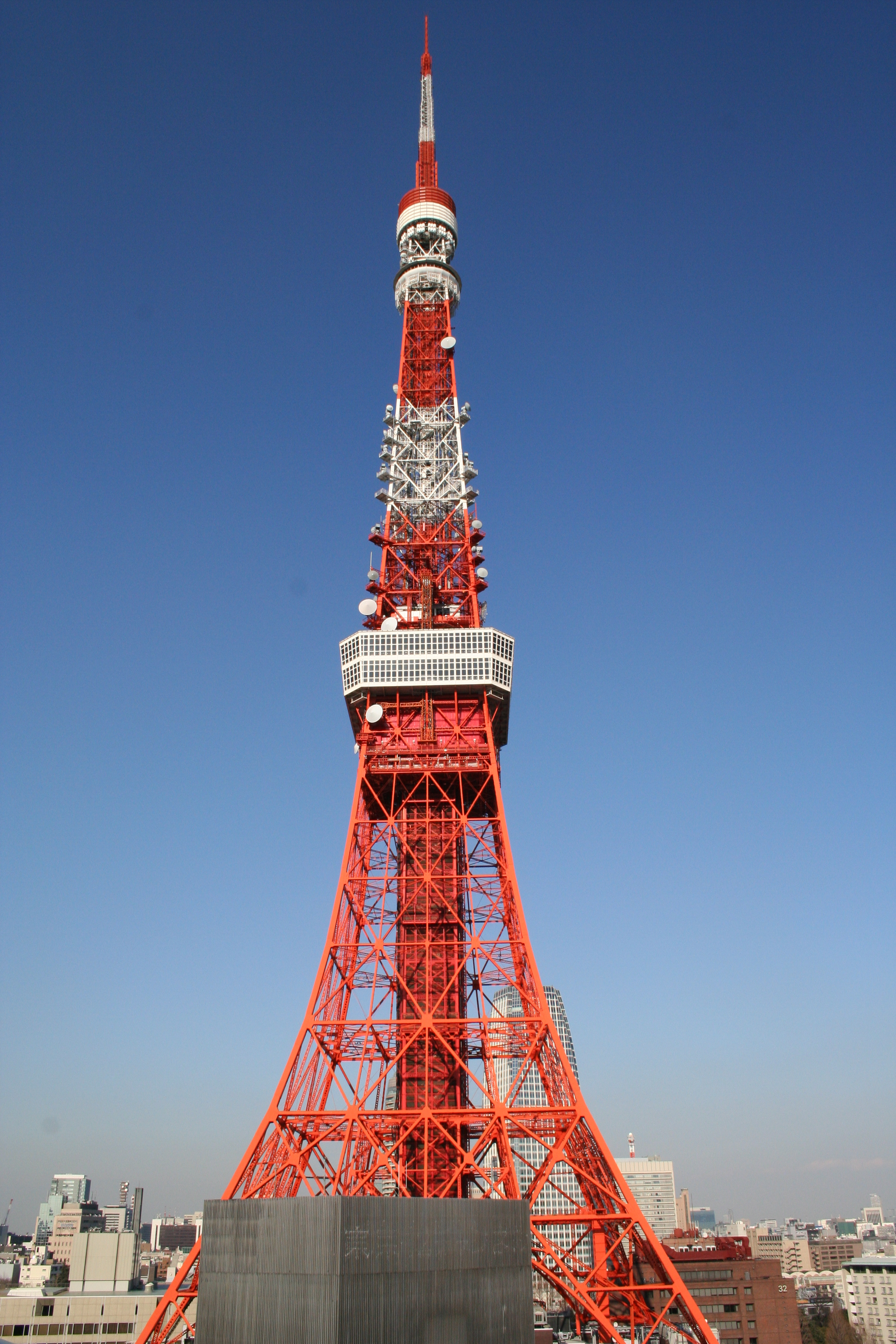
Turnul de televiziune din Tokio (332,6 m), locul luptei finale

Producția filmelor cu monștri a atins apogeul în Japonia în 1967, iar toate cele cinci studiouri majore au realizat în acel an cel puțin câte un film kaijū. Compania Toho a produs în 1967 două filme kaijū: Son of Godzilla și King Kong evadează, cu ocazia aniversării a 35 de ani de existență. Cel de-al doilea film a fost realizat în colaborare cu compania americană Rankin/Bass Productions. Compania americană era specializată în producerea filmelor de animație cu tematică de sărbători, dar producea ocazional și lungmetraje cu actori; ea produsese anterior în Japonia filmul de animație Rudolph the Red-Nosed Reindeer (1964) și a realizat acolo mai târziu filmul The Bushido Blade (1980). Filmele companiei Rankin/Bass Productions erau cunoscute prin numărul mare de efecte speciale pe care-l conțineau.
King Kong evadează nu a fost prima opțiune luată în calcul de cele două companii. Compania Toho a propus la 13 iulie 1966 realizarea unui film intitulat Operation Robinson Crusoe: King Kong vs. Ebirah (după scenariul lui Shinichi Sekizawa), apoi filmul Godzilla vs. the Sea Monster (ce urma să fie regizat de Jun Fukuda), dar partea americană nu a respins ambele proiecte. La 8 septembrie 1966 compania Toho a propus scenariul filmului King Kong evadează ce conținea totuși două teme cheie din proiectul anterior: acțiunea petrecută în Mările Sudului și personajul malefic de naționalitate necunoscută interesat să creeze un combustibil pentru armamentul nuclear. Regizorul noului film a fost ales Ishirō Honda, care realizase filmul original Godzilla și se specializase în regizarea filmelor științifico-fantastice.
Compania japoneză Toho a intenționat să realizeze o serie de filme cu propria sa versiune a lui King Kong, dar compania americană RKO Pictures, deținătoarea drepturilor de autor asupra personajului, nu și-a dat acordul.

### Subiectul filmului
Povestea filmului King Kong evadează este vag inspirată din serialul anime The King Kong Show al companiei americane Rankin/Bass Productions care a fost difuzat de postul de televiziune ABC începând din septembrie 1966. Scenariul filmului a fost scris de Kaoru Mabuchi (pseudonimul lui Takeshi Kimura), iar dialogurile în limba engleză au fost adaptate de William J. Keenan. Personajul King Kong a fost folosit cu permisiunea companiei RKO General, Inc.
Anterior, compania Toho realizase filmul King Kong vs. Godzilla (1962) în care gorila gigantică King Kong se lupta cu monstrul Godzilla pe teritoriul Japoniei. King Kong evadează este al doilea și ultimul film cu King Kong al companiei Toho.
Scenaristul nu a intenționat să facă o continuare a filmului King Kong vs. Godzilla (1962) al companiei Toho, ci a împrumutat mai multe elemente din filmul clasic King Kong al companiei RKO Pictures: pasiunea gorilei pentru o femeie, salvarea ei de un dinozaur și de un monstru marin, așezarea ei într-un copac, capturarea lui Kong cu ajutorul unor bombe cu gaz și escaladarea unui monument înalt în finalul filmului. Căderea lui Mechani-Kong de pe Turnul de televiziune din Tokio a fost considerat de specialiști un omagiu intenționat adus căderii lui Kong din finalul filmului clasic, ca și sugestia unui reporter de aducere a lui King Kong la New York. O mare parte a acțiunii se petrece la Polul Nord și pe insula Mondo pentru ca filmul să aibă un aspect mai occidentalizat, înainte de inveitabila întoarcere la Tokio.

### Producție

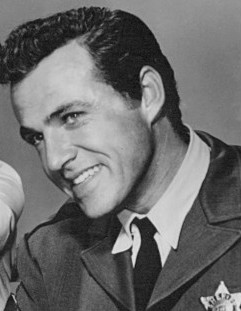
Actorul Rhodes Reason în serialul TV Bus Stop (1961)

Filmul a fost produs de compania japoneză Toho, în asociere cu compania americană Rankin/Bass Productions, Inc.. Producătorii filmului au fost Tomoyuki Tanaka și Arthur Rankin, Jr.. Fiind o coproducție americană, filmul are mai mulți interpreți nejaponezi, printre care și doi actori americani: Rhodes Reason și Linda Miller. Reason era un prolific actor american de televiziune, în timp ce Linda Miller era un fotomodel american ce trăia în Japonia. Pentru ca filmul să aibă mai mult succes au fost cooptați în distribuție starul de cinema japonez Akira Takarada, cunoscut din filmele companiei Toho, și actrița Mie Hama, care apăruse recent ca fata Bond în bikini din filmul You Only Live Twice (1967), în rolul seducătoarei Lady Piranha îmbrăcată în stilul Audrey Hepburn.
Filmările s-au desfășurat în primăvara anului 1967, sub coordonarea directorului de imagine Hajime Koizumi⁠(d), cu o scurtă pauză în luna aprilie cauzată de festivitățile din Săptămâna de aur, și au durat aproximativ patru luni. S-a filmat pe peliculă Eastman Color cu formatul de 35 mm. Bugetul producției a fost de peste 170 de milioane de yeni (aproximativ 472.000 de dolari), aproape dublu față de Godzilla, ca urmare a faptului că filmele științifico-fantastice anterioare avuseseră succes comercial. Scenele care au loc în film pe insula Mondo au fost filmate pe insula vulcanică Izu Ōshima, aflată în Oceanul Pacific la 40–50 de mile sud-est de Tokio.
Rankin s-a temut că Honda „va face filmul mai prostesc decât era deja” și i-a cerut regizorului să reconstruiască platourile de filmare, iar Reason și-a rescris propriile sale replici. Interpretul comandantului Nelson nu a fost impresionat de stilul cinematografic japonez și l-a catalogat pe Honda drept un „regizor slab”, care, cu toate că-și cunoștea meseria, nu era capabil să confere credibilitate unui film. Potrivit regizorului asistent Seiji Tani, Honda nu a fost deranjat de nemulțumirea lui Reason și l-a tratat cu multă bunăvoință, deoarece cei doi aveau același tip de personalitate. Interacțiunile lui Reason cu colectivul tehnico-artistic japonez au fost rare din cauza barierei lingvistice, iar indicațiile regizorale îi erau transmise prin intermediul translatorului Henry Okawa. Opiniile actorului s-au schimbat în cursul timpului, iar într-un interviu acordat în iulie 2007 Reason afirma că avea amintiri plăcute din timpul filmărilor și că Honda era un regizor competent, care se încadra mereu în termenele de filmare.
Linda Miller (n. 1947) era fiica unui militar american detașat în Japonia, începuse o carieră de fotomodel profesionist și apăruse pe coperta unei reviste mondene din Japonia. Ea a fost observată de Rankin în timpul unei vizite în Japonia în faza de preproducție a filmului, iar producătorul american a ales-o imediat pentru rolul asistentei medicale ingenue Susan Watson, în ciuda faptului că fata nu avea experiență actoricească. Lipsa de experiență s-a făcut simțită încă din prima zi de filmare, când Miller se aștepta să fie concediată, după mai multe duble trase de Honda, dar Rhodes Reason și Akira Takarada i-au oferit unele indicații actoricești care au ajutat-o să-și îmbunătățească interpretarea. Rolul asistentei Susan Watson a fost singurul rol major al Lindei Miller, care a abandonat actoria după doar câțiva ani.

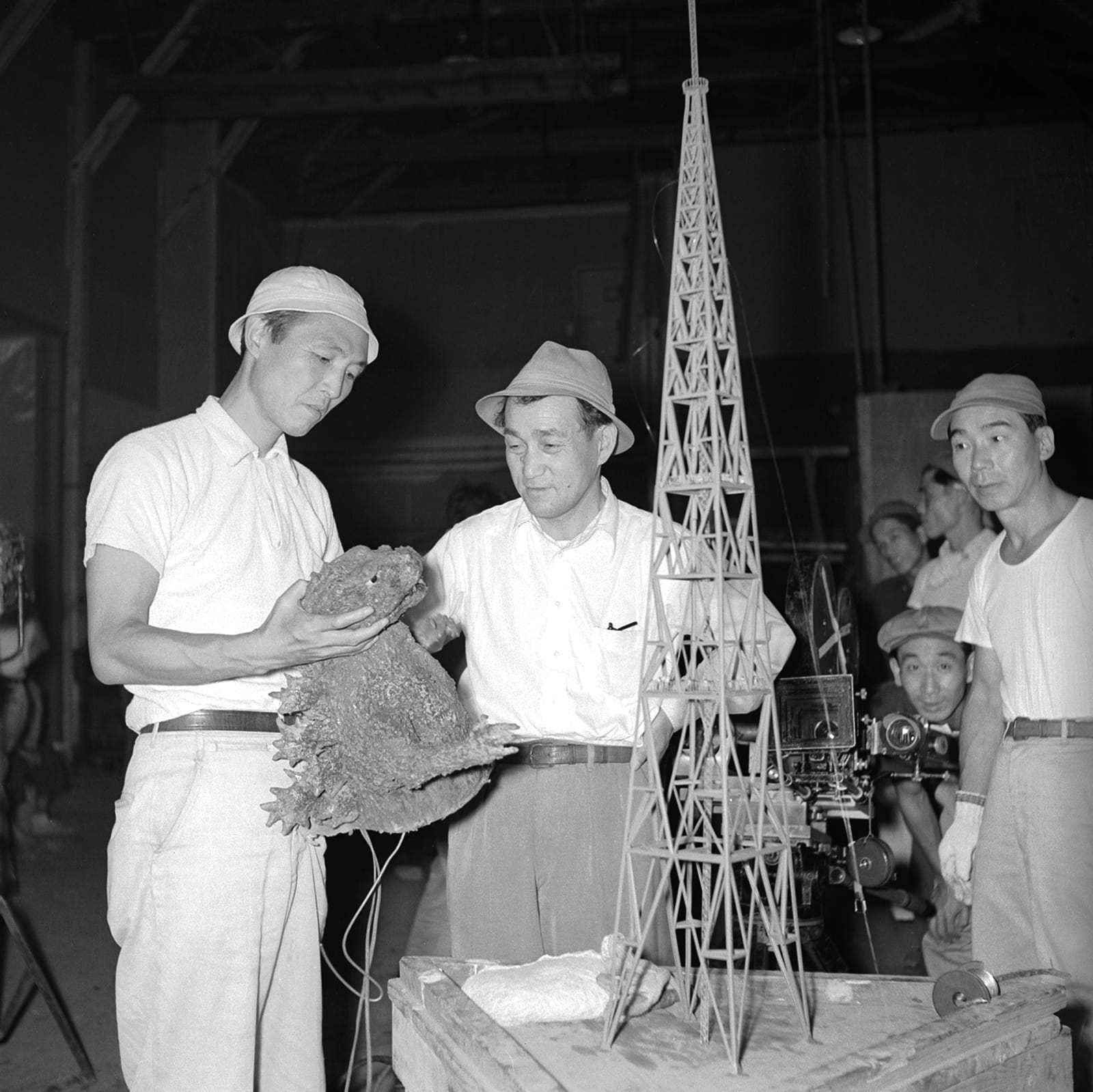
Regizorul Ishirō Honda în timpul filmărilor la Godzilla (1954)

King Kong evadează a fost filmat pe peliculă Eastman Color, iar versiunea originală are o durată de 104 minute și o lungime a peliculei de 2.846 de metri. Efectele speciale ale filmului au fost concepute și coordonate de Eiji Tsuburaya, specialistul companiei Toho. Mechani-Kong, King Kong și dinozaurul sunt interpretați de actori costumați și, chiar dacă nu seamănă prea mult cu animalele reale, au un aspect mai realist decât al altor monștri creați de compania Toho. Dinozaurul din acest film nu este numit, dar, atunci când o creatură identică apare în filmul Destroy All Monsters (1968), i se spune „Gorosaurus”. Secvența în care apare Gorosaurus a fost introdusă de Honda în filmul All Monsters Attack (1969). Compania Toho a făcut presiuni asupra regizorului Ishirō Honda și a regizorului de efecte speciale Eiji Tsuburaya să facă scenele luptei monștrilor să fie mai violente ca urmare a tendinței creșterii nivelului de violență din programele de televiziune japoneze, dar Tsuburaya a refuzat. Muzica filmului a fost compusă de Akira Ifukube.
Versiunea americană are o durată de 96 de minute și o lungime a peliculei de 2.616 metri. Vocea actorului Rhodes Reason este singura voce proprie în versiunea americană, toate celelalte voci fiind dublate în procesul de postsincron. Toate vocile bărbaților au fost dublate de actorul veteran Paul Frees, care l-ar fi întrebat în glumă pe Reason: „Nu știu de ce mai ești aici. […] Eu aș putea să fac o versiune mai bună a ta decât poți tu.”. Linda Miller a fost nemulțumită că nu a fost invitată pentru a-și dubla propria voce și nu i-a plăcut cum i-a fost dublată vocea în limba engleză. Reason făcea parte atunci din Screen Actors Guild, în timp ce Linda Miller era doar un fotomodel ce locuia în Japonia.

## Lansare
King Kong evadează a fost lansat oficial la 22 iulie 1967 în Japonia, unde a fost distribuit de compania Toho. Vocile interpreților americani au fost dublate în limba japoneză. Filmul nu a avut un mare succes comercial în Japonia, în ciuda unor recenzii critice pozitive.
Versiunea în limba engleză a fost lansată la 19 iunie 1968 în Statele Unite ale Americii de Universal Pictures, sub titlul King Kong Escapes și a fost vizionată într-o versiune dublată, cu o durată de 96 de minute. Vocile interpreților japonezi au fost dublate în limba engleză. Filmul a fost difuzat împreună cu comedia western The Shakiest Gun in the West (1968) a lui Alan Rafkin. A fost produsă, de asemenea, o versiune japoneză cu subtitrare în limba engleză, precum și o versiune cu o coloană sonoră internațională, fără a se ști dacă acestea au fost vreodată difuzate. Filmul a adus încasări nete de 1 milion de dolari americani pentru distribuitorii cinematografici din SUA și Canada, echivalentul estimat al unor încasări brute la box office de aproximativ 3 milioane de dolari americani.
În afara Japoniei și a Statelor Unite ale Americii, filmul a avut parte de o distribuție extinsă pe multe piețe internaționale, fiind lansat în Franța la 13 noiembrie 1968, în Mexic la 16 ianuarie 1969, în Irlanda la 14 martie 1969, în Spania la 8 septembrie 1969, în Republica Federală Germania la 20 martie 1970, în Turcia la 4 ianuarie 1971, în Polonia în martie 1971, în Țările de Jos la 12 august 1971, în Danemarca la 6 decembrie 1971, în Suedia la 8 mai 1972 și în Finlanda la 15 decembrie 1972. Principala versiune distribuită în străinătate a fost versiunea în limba engleză cu o durată de 96 de minute și nu versiunea originală japoneză. Companiile distribuitoare din străinătate au difuzat filmul sub diverse titluri: King-Kong, Frankensteins Sohn („King Kong: fiul lui Frankenstein”) în Germania, La Revanche de King Kong („Revanșa lui King Kong”) – o traducere directă a titlului japonez – în Belgia, King Kong il gigante della foresta („King Kong, uriașul pădurii”) în Italia, Canavarlarin Gazabi („Furia monștrilor”) în Turcia, El Regreso de King Kong („Întoarcerea lui King Kong”) în Mexic, King Kong kauhun saarella („King Kong pe Insula Terorii”) și King Kong – jättiläishirviö („King Kong – un monstru uriaș”) în Finlanda și King Kong på skräckens ö („King Kong pe Insula Terorii”) în Suedia. Interesul publicului străin a fost ridicat, iar filmul a atras 1.014.593 de spectatori în Franța și 114.114 spectatori (locul 18 în topul celor mai vizionate filme ale anului 1972) în Finlanda.
Compania Toho a relansat filmul la 20 decembrie 1973 în cadrul festivalului Champion Matsuri (東宝チャンピオンまつり), care a fost organizat din 1969 până în 1978 și unde au fost proiectate numeroase filme prezentate în pachet și destinate copiilor. King Kong evadează a fost proiectat apoi la un festival cinematografic din 1983 intitulat The Godzilla Resurrection Festival (Gojira no Fukkatsu). Acolo au fost prezentate 10 filme kaijū cu Godzilla (Godzilla, King Kong vs. Godzilla, Mothra vs. Godzilla, Ghidorah, the Three-Headed Monster, Invasion of Astro-Monster, Godzilla vs. Mechagodzilla, Rodan, Mothra, Atragon și King Kong evadează).
Ulterior, compania americană Universal Studios a lansat în anul 2005 un DVD dublu cu versiunea în limba engleză a filmelor King Kong vs. Godzilla și King Kong evadează și apoi, la 1 aprilie 2014, a relansat ambele filme pe suport Blu-ray. Discul Blu-ray cu King Kong evadează a adus venituri din vânzări de 364.291 dolari (până în 2024).

## Aprecieri critice
Criticii japonezi, care trataseră disprețuitor filmele științifico-fantastice până atunci, au avut cuvinte îngăduitoare față de King Kong evadează. În recenzia sa pentru revista Kinema Junpō, criticul Chieo Yoshida a remarcat „atmosfera tristă” creată de dragostea neîmpărtășită a lui Kong și alăturarea „interesantă” a gorilei primitive cu versiunea ei robotică. „Văd asta ca pe o viziune satirică a cineastului a unei lumi moderne, în care totul trebuie să fie mecanizat”, scria el.
Recenziile contemporane americane au fost mixte. Criticul de film Vincent Canby al ziarului The New York Times a scris o recenzie insultătoare, afirmând: „Japonezii, care dovedesc cea mai mare delicatețe în aranjarea florilor și fabricarea radiourilor cu tranzistori, sunt neîndemânatici când vine vorba de realizarea unor filme cu monștri precum King Kong evadează. [...] Cineaștii companiei Toho sunt destul de buni în construirea unor decoruri miniaturale, dar o mare parte a procesului potrivirii fotografiilor miniaturilor cu cadrele filmate la scară completă - este pur și simplu prost. Dialogul în limba engleză care iese din gurile actorilor japonezi ar putea fi foarte bine în limba urdu, iar intriga este iremediabil primitivă [...]. Ceea ce i s-a făcut lui King Kong este într-adevăr de neiertat. Eroul-maimuță înalt de 25 de metri, măreț și demn, al filmului clasic hollywoodian din 1934 a fost transformat într-un unchi Tom molâu și umil din comunitatea bestiilor preistorice”. Filmul a beneficiat totuși de o recenzie mai favorabilă în numărul din 15 iulie 1968 al revistei Film Bulletin în care scria: „Adulții cărora le plac benzile desenate vor găsi acest produs bun, iar versiunea lansată de compania Universal (realizată în Japonia) are o mulțime de aspecte prezentate într-un mod senzaționalist pentru a-i atrage în număr mare pe tinerii fără școală”.
Cercetătorul Mark F. Berry, autorul unei enciclopedii a filmelor cu monștri gigantici, susține că King Kong evadează are o acțiune complexă, dar destul de atrăgătoare, iar dinozaurul din acest film este mai realist decât alți saurieni prezenți în filmele companiei Toho care au trei capete, rachete în loc de degete sau fierăstraie în abdomen. Efectele speciale sunt apreciate ca „grozave”, iar scenele de luptă nu sunt atât de proaste cum sunt luptele între oameni costumați, ceea ce face ca, în opinia lui Berry, filmul lui Honda să fie mai distractiv decât versiunea lui John Guillermin din 1976.
Unii critici au fost nemulțumiți de aspectul fizic al lui King Kong (blana maronie tăbăcită și ochii de plastic), pe care l-au considerat neconvingător.
Enciclopedia cinematografică germană Lexikon des internationalen Films descrie astfel filmul King Kong evadează: „Gorila gigantică King Kong învinge un robot modelat după înfățișarea sa și pe inventatorul său, ceea ce înseamnă că oamenii au fost scutiți de un nou conducător al lumii. Film științifico-fantastic clișeistic cu o tehnică modestă a trucajelor”, în timp ce publicația germană de specialitate Evangelischen Filmbeobachter îl consideră „un film de groază copilăros și inofensiv, inspirat din punct vedere tehnic de filmele japoneze anterioare, dar nedovedind nici ingeniozitate și nici îndemânare”.

## Alte proiecte
Compania Toho a vrut să-l folosească din nou pe King Kong după acest film și l-a inclus în proiectul inițial al filmului Destroy All Monsters (1968), dar a fost renunțat în cele din urmă din cauza faptului că licența folosirii personajului de către compania japoneză urma să expire. Producătorii japonezi au avut ulterior intenția să realizeze un remake al filmului King Kong vs. Godzilla, dar nu au reușit să obțină permisiunea folosirii lui Kong, așa că au ales să înlocuiască gorila gigantică cu Mechagodzilla și să realizeze filmul Godzilla vs. Mechagodzilla (1974).
Costumul lui King Kong a fost refolosit pentru personajul „Gorilla” din episodul 38 al emisiunii cu supereroi gigantici al companiei Toho Go! Greenman. Episodul în trei părți al emisiunii, intitulat „Greenman vs. Gorilla”, a fost difuzat din 21 martie 1974 până pe 23 martie 1974. Personajul Gorosaurus din seria Godzilla a apărut cu costumul din King Kong evadează în filmul Destroy All Monsters, iar acest costum a fost reutilizat din nou patru ani mai târziu (în acel moment într-o stare foarte proastă) pentru a reprezenta personajul în episodul 6 al emisiunii cu supereroi gigantici al companiei Toho Go! Godman. Episodul în șase părți, intitulat „Godman vs. Gorosaurus”, a fost difuzat din 9 noiembrie 1972 până în 15 noiembrie 1972.
Un alt proiect cinematografic al companiei Toho de la începutul anilor 1990 (mai precis prin 1991-1992) care urma să-i pună față în față pe Godzilla și Mechani-Kong a fost, de asemenea, anulat deoarece chiar și obținerea permisiunii folosirii lui Mechani-Kong s-a dovedit dificilă. Regizorul japonez de efecte speciale Koichi Kawakita a declarat următoarele:
Toho a vrut să o aducă în arenă pe Godzilla împotriva lui King Kong deoarece King Kong vs. Godzilla a avut un mare succes. Cu toate acestea, studioul a crezut că obținerea permisiunii de a-l folosi pe King Kong va fi dificilă. Așa că a decis, în schimb, să-l folosească pe Mechani-Kong. Curând după aceea, s-a constatat că obținerea permisiunii chiar și pentru ceva asemănător cu King Kong va fi dificilă. Așa că proiectul a fost anulat. Mechani-Kong urma să aibă pistoale injectoare. Câțiva oameni urmau să fie injectați în Godzilla în timp ce robotul se lupta cu ea. Ei urmau apoi să lupte cu Godzilla din interior, în timp ce Mechani-Kong continua să lupte cu ea din afară. Urmau să fie mai multe lumi ciudate diferite în interiorul Godzillei. Ideea semăna foarte mult cu cea care a stat la baza filmului Călătorie fantastică.

## Legături externe
- en  King Kong evadează la Internet Movie Database
- ja King Kong evadează în Japanese Movie Database